# Сульчинская, Ольга Владимировна
Ольга Владимировна Сульчинская (род. 16 сентября 1966, Москва, СССР) — поэтесса, прозаик, переводчица

.

## Биография
Окончила филологический факультет МГУ и Высшую школу гуманитарной психотерапии. Работала редактором, психологом, копирайтером и др. Стихи и рассказы публиковались в журналах «Знамя», «Новый мир», «Октябрь», «Арион» и др. Стихи переводились на английский и французский языки. С 2010 года — редактор журнала Psychologies.

## Отзывы
Стихи Сульчинской могут быть трагичными, страшными, безнадежными — однако она не позволяет себе такой общепоэтической роскоши, как уныние, поскольку, будучи истинным поэтом, владеет тайным искусством так воплотить свою печаль или отчаяние в словах, что читателю — вопреки всякой логике! — становится легче и светлее.— БАХЫТ КЕНЖЕЕВ, поэт

## Премии, награды
- Лауреат Международного Волошинского конкурса (2006)[10].

## Рецензии, статьи
Владимир Губайловский. «Обратная сторона жизни».